# Ипполит (Хилько)
Епископ Ипполит (в миру Алексей Алексеевич Хилько; 10 мая 1955, Краматорск, Сталинская область) — епископ Украинской православной церкви (Московского патриархата) на покое.

## Биография
Окончил школу, затем Славянский энергостроительный техникум. Работал в Харькове, одновременно учась в Харьковском политехническом институте.
В 1979 году поступил в духовную семинарию Троице-Сергиевой лавры, по окончании которой продолжил учёбу в Московской духовной академии. Защитил кандидатскую диссертацию по литургике, кандидат богословия.
В 1984—1987 годах был послушником вначале в Троице-Сергиевой лавре, потом в Свято-Даниловом монастыре города Москвы. В 1988 году решением Священного синода с благословения патриарха Пимена был направлен в Русскую духовную миссию в Иерусалиме.
С 1989 года после возвращения был благочинным Свято-Данилова монастыря, с января 1990 года — наместником.

### Архиерейское служение
14 июля 1992 года определён быть епископом Белоцерковским, викарием Киевской епархии. Хиротонисан 16 августа того же года.
С 25 августа 1992 года — наместник Киево-Печерской лавры.
8 декабря 1992 года назначен епископом Донецким и Славянским. С 1994 года после разделения Донецкой епархии на Донецкую и Горловскую именовался епископом Донецким и Мариупольским.
30 марта 1996 года Священный синод УПЦ (МП) вынес епископу Ипполиту строгое предупреждение «за запрещения в священнослужении клириков, отлучения от Св. Причастия мирян». Была назначена синодальная комиссия во главе с архиепископом Черновицким Онуфрием (Березовским). 3 мая 1996 года епископ Ипполит был запрещён в служении сроком на три года за перемещения клириков.
С 30 марта 1999 года — епископ Тульчинский и Брацлавский.
22 ноября 2006 года постановлением Священного синода УПЦ (МП) был освобождён от управления Тульчинской и Брацлавской епархией и назначен епископом Хустским и Виноградовским.
Неоднократно публично и открыто выступал против разделения УПЦ (МП) и РПЦ и против экуменизма и глобализации.
Решением Священного синода УПЦ (МП) от 14 декабря 2007 года епископ Ипполит был отправлен на покой (с пребыванием в Свято-Успенской Святогорской лавре Донецкой епархии) в возрасте 52 лет за «деструктивную деятельность».
По утверждению епископа Переяслав-Хмельницкого Александра (Драбинко), которого причисляют к инициаторам отставки епископа Ипполита, до выведения за штат епископ Ипполит давал своё благословение патриотично и антиэкуменически настроенным священникам на служение Евхаристии в других епархиях, нарушая тем самым канонические нормы
На заседании Священного синода УПЦ (МП) 11 ноября 2008 года против него были заочно выдвинуты обвинения в том, что видеоматериалы и книги, распространяемые по его благословению, содержат, в частности, пропаганду «чина всенародного покаяния», учения об искупительном характере смерти царя Николая II, поддержку идеи канонизации царя Ивана Грозного и Григория Распутина, проповедь недоверия к церковной иерархии, клевету в адрес патриарха Московского и всея Руси Сергия, нагнетание паники и страха в связи с персональной идентификацией граждан и новыми документами, пропаганду ошибочной эсхатологии, чем СПБУ и союзные ему организации «безответственно побуждают чад Церкви к сектантству и асоциальному поведению». 22 ноября епископ Ипполит покаялся перед собранием епископов УПЦ (МП) и написал покаянное письмо.

## Сочинения
- В плену иллюзий. О стратегии Православной Церкви в связи с католической экспансией // Русь Православная, май-июнь 2003. № 5—6
- Укрепление единства Православия — адекватный ответ на вызов сил мирового глобализма // Русская линия, 5.07.2004
- «На все святая воля Господа» // Дух христианина, 1.10.2006. № 19(37)